# Leptictidium
Genre
Espèces de rang inférieur
- † Leptictidium nasutum
- † Leptictidium tobieni
- † Leptictidium sigei
- † Leptictidium ginsburgi
- † Leptictidium aff. sigei

Leptictidium est un genre fossile de mammifères euthériens omnivores ou insectivores de petite taille de l'Éocène d'Europe. Sa morphologie était hautement spécialisée pour le saut, avec de longues pattes postérieures et une queue développée. Il état adapté aux forêts chaudes et humides qui caractérisaient l'Europe durant l'Eocène.

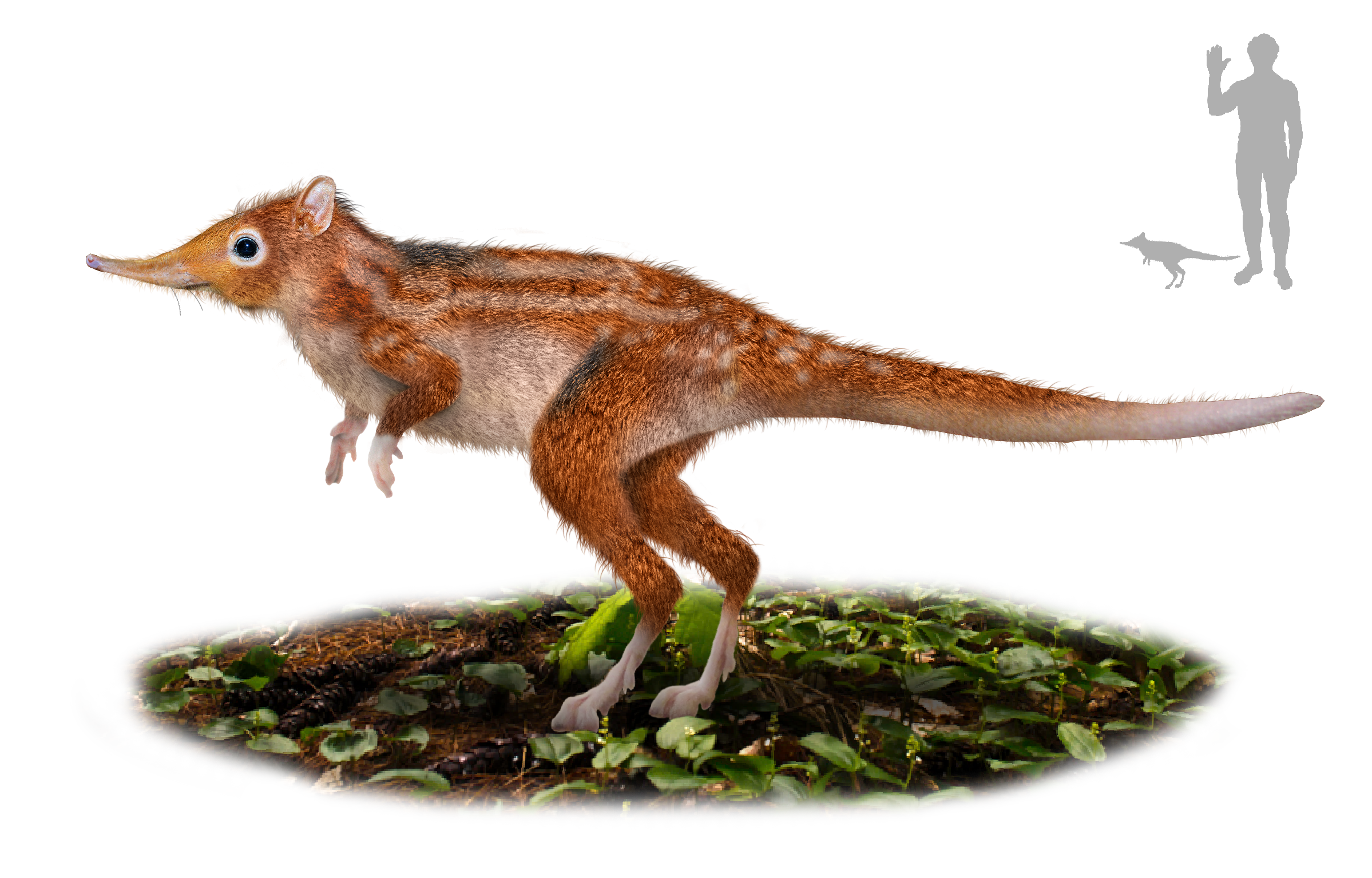
Reconstitution de Leptictidium par Tim Bertelink avec taille comparative.

## Description
Ce mammifère sauteur, aux pattes postérieures massives, mesurait entre 60 et 90 cm de long.
On a trouvé des fossiles d'une conservation parfaite sur le site fossilifère de Messel (Allemagne), avec même des traces de leur fourrure et le contenu de leur estomac : ils mangeaient des lézards, des insectes et des petits mammifères.

## Environnement
Leptictidium était inféodé à un habitat forestier humide et chaud, tels que celui du lagerstätte de Messel dans lequel il a notamment été retrouvé. Dans le même milieu vivait Gastornis, un oiseau préhistorique omnivore mesurant près de 2 mètres, qui devait être un de ses principaux prédateurs[réf. nécessaire]. Gastornis était un briseur de noix et d'œufs, mais aussi un déterreur de proies blotties dans leurs terriers et peut-être même un chasseur actif (voir l'article Gastornis). Le refroidissement du climat global résultant de la formation de l'Himalaya à la fin de l'Eocène, il y a environ 35 millions d'années, et la raréfaction des forêts humides qui constitutaient son habitat, a entrainé une extinction importante d'espèces, et a notamment pu causer la disparition de Leptictidium. 

## Liste des espèces
- † Leptictidium auderiense
- † Leptictidium ginsburgi
- † Leptictidium nasutum
- † Leptictidium sigei
- † Leptictidium tobieni